# 八王子市立松木中学校
八王子市立松木中学校（はちおうじしりつ まつきちゅうがっこう）は、東京都八王子市別所にある公立中学校である。八王子市において、現在1校の選択除外校である。

## 概要

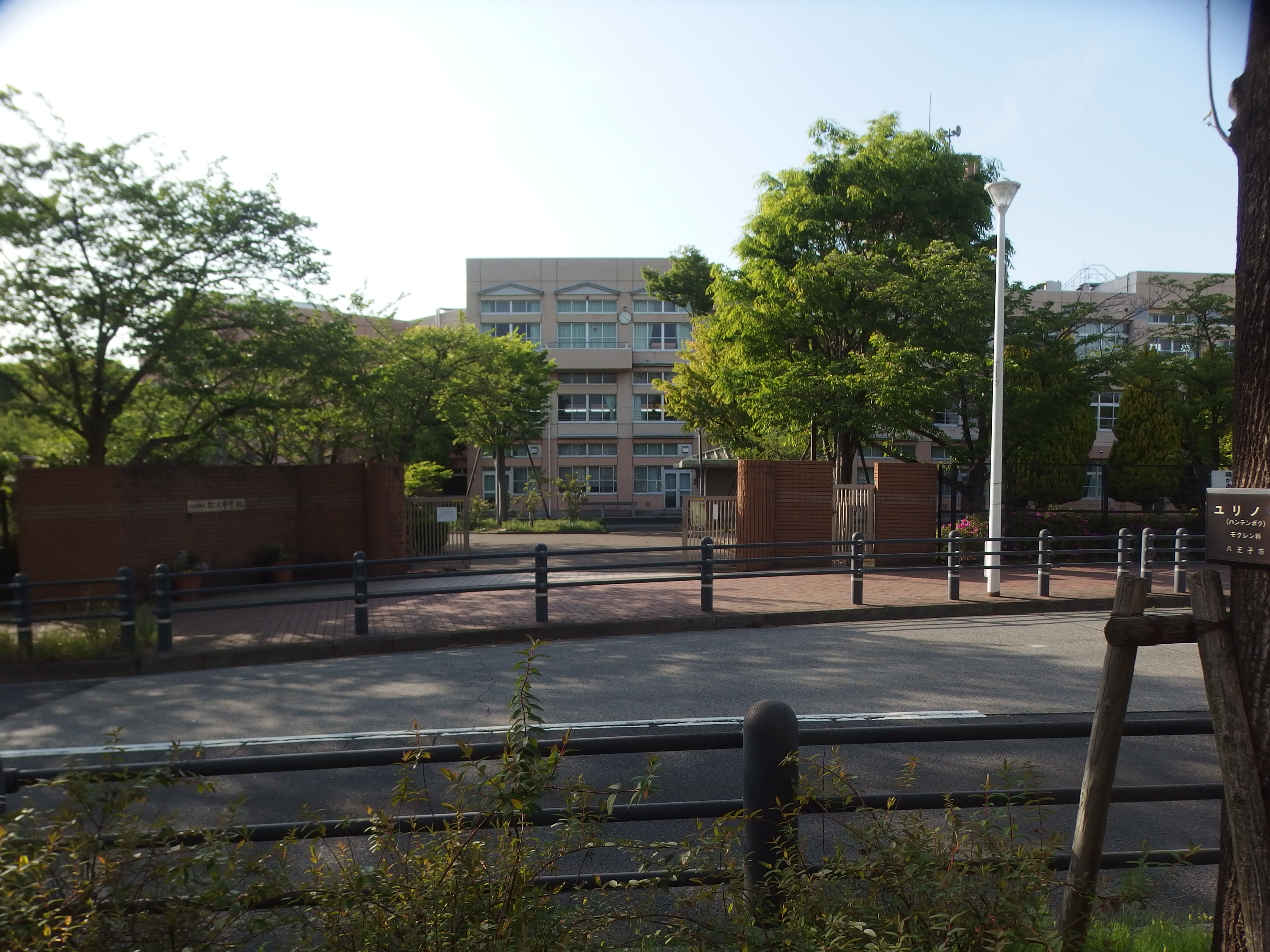

本校は、新しく開発・整備が進められてきた多摩ニュータウン西部に位置し、美しい街並みと自然が調和する緑豊かな丘の上に建っている。周辺地域は、子供たちが生活するのにとても良い、落ち着いた生活空間が広がってる。学校敷地面積は45,000平方メートルを越え、都内屈指の広さである。

### 学級規模
- 生徒数は1学年119名、2学年149人、3学年165人、合計433人
- （2024年4月1日現在）[学 3]
- 学級数は1学年4、2学年4、3学年5、合計13
- （2024年4月1日現在）[学 3]
- 教員数は25人、職員15人（2024年度）[2]

### 小中一貫教育
本校の通学地域の長池小学校・松木小学校との情報の共有化と相互理解に努めており、三校連絡会を年間３回実施している。

## 沿革
- 1994年（平成6年）4月1日 - 八王子市立松木中学校として開校[学 5]。
- 2005年（平成17年） - 生徒数が増加により、新校舎が増築[学 2]。10月に創立十周年記念式典挙行[学 5]。
- 2006年（平成18年）2月 - 新校舎落成[学 5]。
- 2010年（平成22年）4月 - 地域運営学校の指定を受ける[学 2]。武道場落成[学 5]。
- 2014年（平成26年）9月 - 創立二十周年記念式典挙行[学 5]。

## 教育目標
本校では、子供たちがノーチャイムの中で学校生活を送ることを通して、自主性を育成している。
基本的な生活のあり方について分かりやすく伝えている家庭が多いため、本校では、生徒の自主的な活動を重視し生徒会を中心に生徒自らが活動することを大切にしている。本校では、一人一人の生徒が人とのかかわりを大切にし、信頼関係を育む中で今後も確かな学力と豊かな心を育成を目標としている。

## 交通
- 徒歩 京王相模原線京王堀之内駅から徒歩20分。
- バス 京王堀之内駅で「南大沢駅」行[京王バス/神奈川中央交通]バス乗車。「松木中学校」停留所下車。徒歩約2分。

出典：